# Ruisseau Ptarmigan
 (août 2018).
Si vous disposez d'ouvrages ou d'articles de référence ou si vous connaissez des sites web de qualité traitant du thème abordé ici, merci de compléter l'article en donnant les références utiles à sa vérifiabilité et en les liant à la section « Notes et références ».
Le ruisseau Ptarmigan est un affluent sur la rive droite de la Rivière aux feuilles dans la région du Nunavik dans la province canadienne de Québec.